# Леді Ґодіва

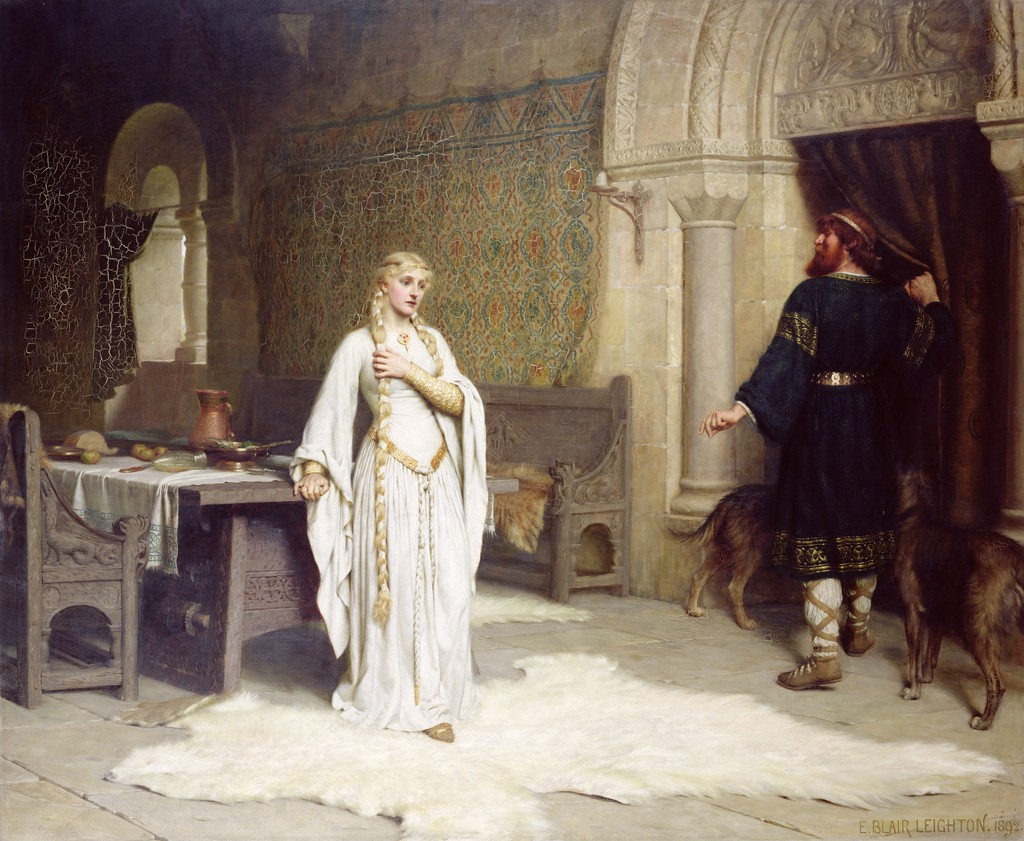
Митець Едмунд Лейтон зобразив мить ухвалення рішення (1892)

Ґодіва (англ. Godiva [ɡəˈdaɪvə] від латинізованого давн-англ. Godgyfu, Godgifu — подарована Богом; 980—1067) — англо-саксонська графиня, дружина Леофріка, ерла (графа) Мерсії, яка, згідно з легендою, проїхала оголеною вулицями міста Ковентрі у Великій Британії заради того, щоб її чоловік граф знизив податки для своїх підданих.

## Легенда
Легенда розповідає, що Ґодіва була прекрасною дружиною графа Леофріка. Піддані графа страждали від непомірних податків, а Ґодіва вмовляла свого чоловіка знизити їх. Одного разу, під час бенкету, п'яний Леофрік пообіцяв знизити податки, якщо його дружина проїде оголеною на коні по вулицях Ковентрі. Він був упевнений, що ця умова буде неприйнятною для жінки. Але Ґодіва все-таки пішла на це. Жителі міста, які дуже любили та поважали Ґодіву за доброту, в призначений день зачинили віконниці та двері своїх домівок, ніхто не вийшов на вулицю. Так, непоміченою вона проїхала крізь усе місто.
Граф був вражений самовідданістю дружини та дотримав слова — знизив податки.
Згідно з деякими версіями легенди, тільки один мешканець міста вирішив визирнути, але одразу осліп. Так народився англійський фразеологізм про «підглядаючого Тома» (англ. Peeping Tom).

## Реальні персонажі
Скоріше за все, ця легенда слабко зв'язана з реальними подіями. Життя Леофріка та Годіви докладно описані в літописах, що збереглися в Англії. Відомо, що Леофрік 1043 року побудував бенедиктинський монастир, який одразу перетворив Ковентрі з маленького містечка в четверте за розміром середньовічне англійське місто. Леофрік дав монастирю землю та віддав обителі 24 села, а леді Ґодіва подарувала таку кількість золота, срібла та дорогоцінних каменів, що жоден монастир Англії не міг зрівнятися з ним за багатством. Ґодіва була дуже побожною, а після смерті чоловіка, стоячи на смертному ложі, передала усі його володіння церкві. Граф Леофрік та леді Ґодіва були поховані в цьому монастирі.
Але про події, що описані в легенді, в літописах нічого не повідомляється.
Історію про оголену вершницю вперше згадує монах монастиря святого Албана Роджер Вендровер у 1188 році, що заздрив багатству та славі Ковентрі. Згідно з нею, ці події відбулися 10 червня 1040 року. Надалі чутки тільки доповнювали цю легенду. Пізніше, в XIII сторіччі, король Едуард I забажав з'ясувати правду про цю історію. Дослідження літописів підтвердило, що в Ковентрі, починаючи з 1057 року, податки дійсно не стягувались, але строк у 17 років не свідчить на користь реальності легенди.
Деталь про «Тома», за деякими дослідженнями, з'явилася в 1586 році, коли рада міста Ковентрі замовила Адаму ван Ноорту зобразити на картині легенду про леді Ґодіву. Після того, як замовлення було виконане, картина була виставлена на головній площі Ковентрі. Та населення прийняло зображеного на картині Леофріка, що виглядав у вікно, за неслухняного городянина.

## Питання оголеності
Хоча більшість ітерацій легенди описують Годіву, яка їде абсолютно оголеною, існує багато суперечок щодо історичної достовірності цього уявлення.
Більш правдоподібне обґрунтування легенди включає в себе те, що базується на звичаї того часу, коли покаяники здійснювали публічну процесію у своїй зміні, білий одяг без рукавів, схожий на сліп сьогодні, і той, який, безумовно, вважався «нижньою білизною» за часів Годіви. Якби це було так, Ґодіва могла б справді мандрувати містом як каянка у своїй зміні, ймовірно, роззута та знята з коштовностей, які були торговою маркою її вищого класу. Було б дуже незвично побачити шляхетну жінку, яка представлялася публічно в такому неприкрашеному стані, можливо, породжуючи легенду, яка пізніше буде романтизована в народній історії. Дехто припускає, що міф про наготу виник із пуританської пропаганди, спрямованої на те, щоб очорнити репутацію особливо благочестивої леді Годіви. Хроністи 11-го і 12-го століть згадують Годіву як поважну релігійну жінку певної краси і не натякають на публічні екскурсії в оголеному вигляді.

## Інше

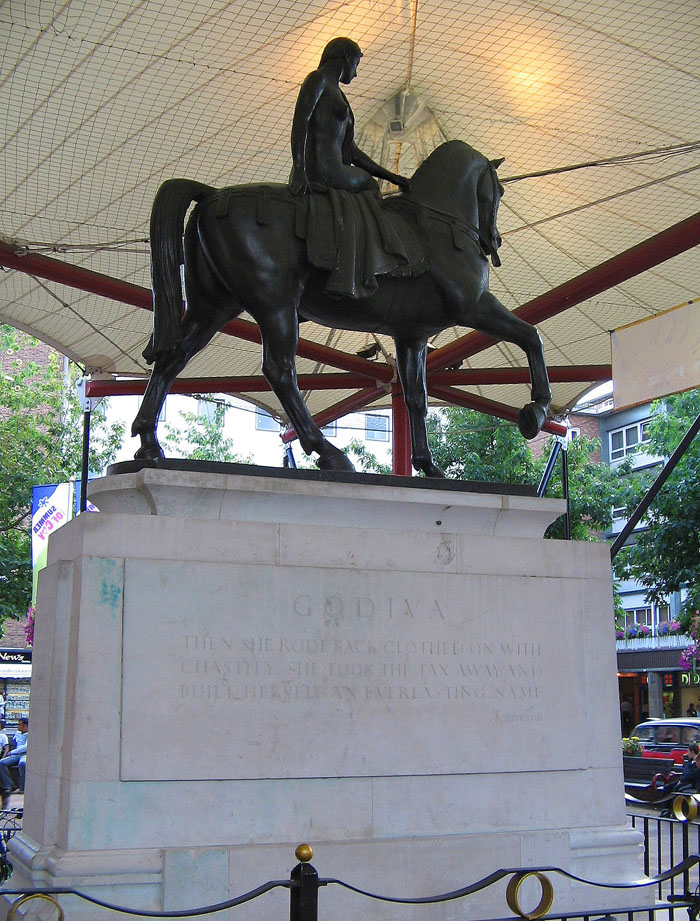
Пам'ятник леді Ґодіві в центрі Ковентрі

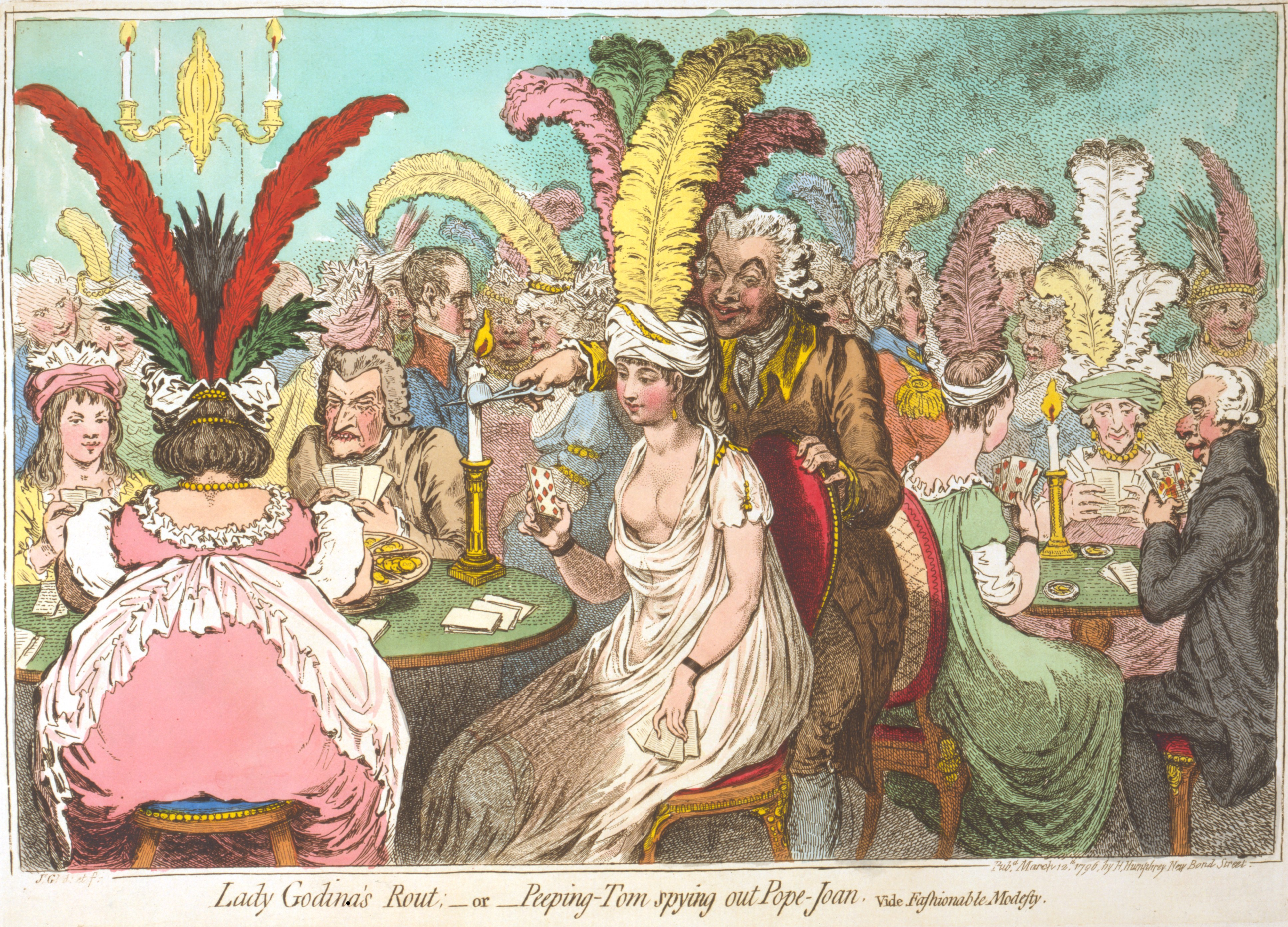
Сатирична картина «In Lady Godina's Rout», Джеймс Гілрей, (1796) — легенда леді Годіви обігрується стосовно моди того часу

- Недалеко від колишнього кафедрального собору Ковентрі встановлено пам'ятник — леді Ґодіва з розпущеним волоссям верхи на коні. Зображення пам'ятника також вміщено на печатці міської ради Ковентрі.
- Образ Годіви популярний у мистецтві. Їй присвятили поеми та романи. Образ відтворили в мармурі, гобелені, на полотнах художників, у кіно, на ТБ і навіть у шоколаді.
- На честь леді Годіви був названий астероїд 3018 Ґодіва.
- Леді Ґодіву згадує Осип Мандельштам у вірші С миром державным я был лишь ребячески связан….
- Леді Ґодіву згадує Саша Чорний у вірші «Міська казка» (рос. «Городская сказка»,  («…стан, как у леди Годивы»))
- Леді Ґодіву згадує Йосип Бродський в «Литовському ноктюрні» (рос. «Литовский ноктюрн» («В полночь всякая речь / обретает ухватки слепца; так что даже „отчизна“ на ощупь — как Леди Годива» )
- Леді Ґодіву згадує Борис Гребенщиков в пісні «Чому не падає небо» (рос. «Почему не падает небо» («Ну а ежели кто не еще а уже / И душа как та леди верхом в неглиже»)
- Фредді Мерк'юрі згадує Леді Ґодіву в пісні «Не зупиняйте мене зараз» (англ. Don’t Stop Me Now: «I’m a racing car passing by like Lady Godiva»).
- Британський гурт Placebo згадує в пісні «Peeping Tom» Тома, який слідкує за невідомою дівчиною.
- Гурт Velvet Underground згадує ім'я леді Годіви в своїй пісні «Lady Godiva's Operation».
- Гурт Boney M в 1993 році записав пісню «Lady Godiva».
- У 2 серії 7 сезону серіалу «Усі жінки — відьми» леді Ґодіва є однією з головних дійових осіб